# Pedicularis rainierensis
Pedicularis rainierensis är en snyltrotsväxtart som beskrevs av Francis Whittier Pennell och Warren. Pedicularis rainierensis ingår i släktet spiror, och familjen snyltrotsväxter. Inga underarter finns listade i Catalogue of Life.